# Lychnis fulgens
Lychnis fulgens là loài thực vật có hoa thuộc họ Cẩm chướng. Loài này được Fisch. mô tả khoa học đầu tiên năm 1818.